# William O'Brien
William O'Brien (Mallow, 2 ottobre 1852 – Londra, 25 febbraio 1928) è stato un patriota, giornalista e politico irlandese, membro della Camera dei comuni dell'allora Regno Unito di Gran Bretagna e Irlanda, particolarmente impegnato sulle politiche di riforma agraria.
Direttore di United Ireland e nazionalista, fu incarcerato, ma in prigione riuscì a provocare la sollevazione contro l'Inghilterra ed ottenne il seggio alla Camera dei Comuni (1883). Esiliato, negli ultimi anni appoggiò il politico Arthur Griffith.

## Biografia

### Gli anni del giornalismo
Nel 1878 incontra il Membro del Parlamento Charles Stewart Parnell, il quale riconobbe il suo talento come giornalista e scrittore, nominandolo, nel 1881, redattore della rivista settimanale del suo movimento nazionale irlandese Irish National Land League (Lega Agraria), il The United Irishman. Nell'ottobre dello stesso anno, la sua vicinanza a Parnell e all'associazione "Irish Parliamentary Party" (partito parlamentare irlandese - IPP) portò al suo arresto e al carcere con altri membri del partito quali, lo stesso Parnell, Willie Redmond e altri leader nazionalisti, nella prigione di Kilmainham Gaol.
Durante la sua prigionia, pubblicò il manifesto "No rent", contro la linea del governo dell'attuale primo ministro, William Ewart Gladstone, che imponeva affitti ai terreni agricoli.

### Impegno politico
Dal 1883 al 1895 e successivamente dal 1901 al 1918, O'Brien è stato eletto Membro del Parlamento in varie circoscrizioni elettrorali irlandesi. Tra le turbolenze della politica irlandese del tardo XIX secolo è stato spesso arrestato e incarcerato per il suo sostegno e le varie manifestazioni di protesta a sostegno del movimento "Land League".